# (6608) Davidecrespi
(6608) Davidecrespi es un asteroide que forma parte del Cinturón de asteroides y fue descubierto por Eleanor F. Helin, el 2 de noviembre de 1991, desde el observatorio del Monte Palomar, Estados Unidos.

## Designación y nombre
Davidecrespi se designó inicialmente como 1991 VC4. Más adelante, en 2008, fue nombrado en honor al astrónomo aficionado italiano Davide Crespi (n. 1970) quien es un asiduo observador de planetas menores desde el Observatorio Suno en Novara.

## Características orbitales
Davidecrespi está situado a una distancia media de 2,452 ua del Sol, pudiendo alejarse hasta 2,923 ua y acercarse hasta 1,980 ua. Tiene una excentricidad de 0,192 y una inclinación orbital de 11,131 grados. Emplea 1402,11 días en completar una órbita alrededor del Sol.

## Características físicas
La magnitud absoluta de Davidecrespi es 13,47. Tiene 5,565 km de diámetro y su albedo se estima en 0,174.